# József Csermák
József Csermák (Senec, 14 febbraio 1932 – Tapolca, 12 gennaio 2001) è stato un martellista ungherese.

## Biografia
Ai Giochi della XV Olimpiade vinse l'oro nel lancio del martello superando il tedesco Karl Storch (medaglia d'argento) e l'ungherese Imre Németh.

## Palmarès
| Anno | Manifestazione  | Sede     | Evento              | Risultato | Misura | Note |
| ---- | --------------- | -------- | ------------------- | --------- | ------ | ---- |
| 1952 | Giochi olimpici | Helsinki | lancio del martello | Oro       | 60,34  | RM   |